# 費爾蘭 (印第安納州)
費爾蘭（英語：Fairland）是一個位於美國印地安納州謝爾比縣的城鎮。

## 人口
根據2010年美國人口普查的數據，費爾蘭的面積為3.00平方千米，當中陸地面積為2.96平方千米，而水域面積為0.04平方千米。當地共有人口315人，而人口密度為每平方千米105人。